# Sosandre
Sosandre (en llatí Sosander, en grec Σώσανδρος) fou el dissetè descendent d'Asclepi i formava part dels Asclepíades. Va viure a cavall entre el segle V aC i el segle iv aC. Fou fill d'Heràclides Escolapi i germà d'Hipòcrates, el famós metge.
Un metge del mateix nom és esmentat per Asclepíades Farmació, i diu que va viure un temps abans del segle i que podria ser la mateixa persona, i en transmet una recepta. També el cita el famós metge Aeci.